# Bryozoichthys lysimus
Bryozoichthys lysimus és una espècie de peix de la família dels estiquèids i de l'ordre dels perciformes.

## Descripció
- Fa 27 cm de llargària màxima[8] (encara que la seua mida normal és de 22,3)[8] i 150 g de pes.[8]
- 61-66 espines i cap radi tou a l'aleta dorsal.
- 1 espina i 47-50 radis tous a l'aleta anal.
- No té escates més enllà de l'origen de l'aleta dorsal.[9][10]

## Hàbitat i distribució geogràfica
És un peix marí, demersal (entre 45 i 490 m de fondària, normalment entre 100 i 200) i de clima subàrtic (1 °C-4 °C), el qual viu al Pacífic nord: els fons tous de la plataforma continental i del talús continental superior des de Corea del Sud i el nord de Hokkaido (el Japó) fins al nord del mar del Japó, el mar d'Okhotsk, les illes Kurils, el mar de Bering i el golf d'Alaska.

## Observacions
És inofensiu per als humans.